# Inazuma Eleven RE
Inazuma Eleven RE est un jeu vidéo de rôle et de sport (football) développé et édité par Level-5, prévu sur Nintendo Switch, Nintendo Switch 2, PlayStation 4, PlayStation 5 et Windows via Steam pour 2026.
Il s'agit d'un remake du premier jeu de la licence Inazuma Eleven, sorti en 2008 sur console portable Nintendo DS. Il abordera un style graphique chibi,.